# Liste de films tournés dans le département de la Vendée
Un certain nombre d'œuvres cinématographiques et télévisuelles ont été tournés dans le département de la Vendée.
Voici une liste à compléter de films, téléfilms, feuilletons télévisés, films documentaires… tournés dans le département de la Vendée, classés par commune, lieu de tournage et date de diffusion.
- Haut – A
- B
- C
- D
- E
- F
- G
- H
- I
- J
- K
- L
- M
- N
- O
- P
- Q
- R
- S
- T
- U
- V
- W
- X
- Y
- Z

## A
- Haut – A
- B
- C
- D
- E
- F
- G
- H
- I
- J
- K
- L
- M
- N
- O
- P
- Q
- R
- S
- T
- U
- V
- W
- X
- Y
- Z

- Apremont
  - 1960 : Les Vieux de la vieille, de Gilles Grangier[1]

## B
- Haut – A
- B
- C
- D
- E
- F
- G
- H
- I
- J
- K
- L
- M
- N
- O
- P
- Q
- R
- S
- T
- U
- V
- W
- X
- Y
- Z

- Beauvoir-sur-Mer
  - 1956 : La Foire aux femmes, de Jean Stelli[2]
  - 1962 : Maléfices, de Henri Decoin

- Bournezeau
  - 2006 : Un jour d'été, de Franck Guérin

## C
- Haut – A
- B
- C
- D
- E
- F
- G
- H
- I
- J
- K
- L
- M
- N
- O
- P
- Q
- R
- S
- T
- U
- V
- W
- X
- Y
- Z

- Chantonnay
  - 2003 : Peau de cochon, de Philippe Katerine
  - 2007 : J'aimerais j'aimerais, de Jann Halexander

- Challans
  - 1936 : La Terre qui meurt, de Jean Vallée
  - 1972 : Un flic, de Jean-Pierre Melville
  - 2012 : Une vie meilleure, de Cédric Kahn (production 2011)

- Coëx
  - 1960 : Les Vieux de la vieille, de Gilles Grangier[1]

## D
- Haut – A
- B
- C
- D
- E
- F
- G
- H
- I
- J
- K
- L
- M
- N
- O
- P
- Q
- R
- S
- T
- U
- V
- W
- X
- Y
- Z

## E
- Haut – A
- B
- C
- D
- E
- F
- G
- H
- I
- J
- K
- L
- M
- N
- O
- P
- Q
- R
- S
- T
- U
- V
- W
- X
- Y
- Z

## F
- Haut – A
- B
- C
- D
- E
- F
- G
- H
- I
- J
- K
- L
- M
- N
- O
- P
- Q
- R
- S
- T
- U
- V
- W
- X
- Y
- Z

- Fontenay-le-Comte
  - 1976 : Maigret a peur, de Jean Kerchbron
  - 1978 : Quand flambait le bocage, de Claude-Jean Bonnardot

## G
- Haut – A
- B
- C
- D
- E
- F
- G
- H
- I
- J
- K
- L
- M
- N
- O
- P
- Q
- R
- S
- T
- U
- V
- W
- X
- Y
- Z

- Passage du Gois
  - 1956 : La Foire aux femmes, de Jean Stelli[2]
  - 2000 : Les Glaneurs et la Glaneuse de Agnès Varda[3]

## H
- Haut – A
- B
- C
- D
- E
- F
- G
- H
- I
- J
- K
- L
- M
- N
- O
- P
- Q
- R
- S
- T
- U
- V
- W
- X
- Y
- Z

## I
- Haut – A
- B
- C
- D
- E
- F
- G
- H
- I
- J
- K
- L
- M
- N
- O
- P
- Q
- R
- S
- T
- U
- V
- W
- X
- Y
- Z

## J
- Haut – A
- B
- C
- D
- E
- F
- G
- H
- I
- J
- K
- L
- M
- N
- O
- P
- Q
- R
- S
- T
- U
- V
- W
- X
- Y
- Z

## K
- Haut – A
- B
- C
- D
- E
- F
- G
- H
- I
- J
- K
- L
- M
- N
- O
- P
- Q
- R
- S
- T
- U
- V
- W
- X
- Y
- Z

## L
- Haut – A
- B
- C
- D
- E
- F
- G
- H
- I
- J
- K
- L
- M
- N
- O
- P
- Q
- R
- S
- T
- U
- V
- W
- X
- Y
- Z

- L'Herbaudière
  - 1956 : La Foire aux femmes, de Jean Stelli[2]

- L'Epine
  - 2000 : Les Glaneurs et la Glaneuse de Agnès Varda[3]

- La Chaize-le-Vicomte
  - 1960 : Les Vieux de la vieille, de Gilles Grangier[1]

- La Chapelle-Palluau
  - 1960 : Les Vieux de la vieille, de Gilles Grangier[1]

- La Roche-sur-Yon
  - 2013 : Lulu femme nue, de Sólveig Anspach

- Les Sables-d'Olonne
  - 1960 : Les Vieux de la vieille, de Gilles Grangier[1]
  - 2013 : Lulu femme nue, de Sólveig Anspach

## M
- Haut – A
- B
- C
- D
- E
- F
- G
- H
- I
- J
- K
- L
- M
- N
- O
- P
- Q
- R
- S
- T
- U
- V
- W
- X
- Y
- Z

- Montournais
  - 1945 : La Ferme du pendu de Jean Dréville

## N
- Haut – A
- B
- C
- D
- E
- F
- G
- H
- I
- J
- K
- L
- M
- N
- O
- P
- Q
- R
- S
- T
- U
- V
- W
- X
- Y
- Z

- Noirmoutier-en-l'Île
  - 1956 : La Foire aux femmes, de Jean Stelli[2]
  - 1962 : Maléfices, de Henri Decoin
  - 1972 : César et Rosalie, de Claude Sautet
  - 1974 : Lancelot du Lac, de Robert Bresson
  - 1983 : Garçon !, de Claude Sautet
  - 2014 : Les Vacances du Petit Nicolas, de Laurent Tirard (production 2013)
  - 2015 : Boomerang, de François Favrat

- Île de Noirmoutier
  - 2000 : Les Glaneurs et la Glaneuse de Agnès Varda[3]

## O
- Haut – A
- B
- C
- D
- E
- F
- G
- H
- I
- J
- K
- L
- M
- N
- O
- P
- Q
- R
- S
- T
- U
- V
- W
- X
- Y
- Z

## P
- Haut – A
- B
- C
- D
- E
- F
- G
- H
- I
- J
- K
- L
- M
- N
- O
- P
- Q
- R
- S
- T
- U
- V
- W
- X
- Y
- Z

- Pouzauges
  - 1945 : La Ferme du pendu de Jean Dréville

## Q
- Haut – A
- B
- C
- D
- E
- F
- G
- H
- I
- J
- K
- L
- M
- N
- O
- P
- Q
- R
- S
- T
- U
- V
- W
- X
- Y
- Z

## R
- Haut – A
- B
- C
- D
- E
- F
- G
- H
- I
- J
- K
- L
- M
- N
- O
- P
- Q
- R
- S
- T
- U
- V
- W
- X
- Y
- Z

## S
- Haut – A
- B
- C
- D
- E
- F
- G
- H
- I
- J
- K
- L
- M
- N
- O
- P
- Q
- R
- S
- T
- U
- V
- W
- X
- Y
- Z

- Sallertaine
  - 1936 : La Terre qui meurt, de Jean Vallée
- Saint-Gilles-Croix-de-Vie
  - 2013 : Lulu femme nue, de Sólveig Anspach

- Saint-Hilaire-de-Riez
  - 1936 : La Terre qui meurt, de Jean Vallée
  - 2013 : Lulu femme nue, de Sólveig Anspach
  - 2014 : Les Vacances du Petit Nicolas, de Laurent Tirard (production 2013)

- Saint-Jean-de-Monts
  - 1936 : La Terre qui meurt, de Jean Vallée
  - 1972 : Un flic, de Jean-Pierre Melville

- Saint-Juire-Champgillon
  - 1993 : L'Arbre, le Maire et la Médiathèque de Éric Rohmer

## T
- Haut – A
- B
- C
- D
- E
- F
- G
- H
- I
- J
- K
- L
- M
- N
- O
- P
- Q
- R
- S
- T
- U
- V
- W
- X
- Y
- Z

## U
- Haut – A
- B
- C
- D
- E
- F
- G
- H
- I
- J
- K
- L
- M
- N
- O
- P
- Q
- R
- S
- T
- U
- V
- W
- X
- Y
- Z

## V
- Haut – A
- B
- C
- D
- E
- F
- G
- H
- I
- J
- K
- L
- M
- N
- O
- P
- Q
- R
- S
- T
- U
- V
- W
- X
- Y
- Z

- Vouvant
  - 1978 : Quand flambait le bocage, de Claude-Jean Bonnardot

## W
- Haut – A
- B
- C
- D
- E
- F
- G
- H
- I
- J
- K
- L
- M
- N
- O
- P
- Q
- R
- S
- T
- U
- V
- W
- X
- Y
- Z

## X
- Haut – A
- B
- C
- D
- E
- F
- G
- H
- I
- J
- K
- L
- M
- N
- O
- P
- Q
- R
- S
- T
- U
- V
- W
- X
- Y
- Z

## Y
- Haut – A
- B
- C
- D
- E
- F
- G
- H
- I
- J
- K
- L
- M
- N
- O
- P
- Q
- R
- S
- T
- U
- V
- W
- X
- Y
- Z

## Z
- Haut – A
- B
- C
- D
- E
- F
- G
- H
- I
- J
- K
- L
- M
- N
- O
- P
- Q
- R
- S
- T
- U
- V
- W
- X
- Y
- Z

- Haut – A
- B
- C
- D
- E
- F
- G
- H
- I
- J
- K
- L
- M
- N
- O
- P
- Q
- R
- S
- T
- U
- V
- W
- X
- Y
- Z